# Grevillea eriobotrya
Grevillea eriobotrya är en tvåhjärtbladig växtart som beskrevs av F. Müll.. Grevillea eriobotrya ingår i släktet Grevillea och familjen Proteaceae. Inga underarter finns listade i Catalogue of Life.